# Dura ippolene
Dura ippolene är en fjärilsart som beskrevs av Alexander Schintlmeister 1994. Dura ippolene ingår i släktet Dura och familjen tofsspinnare. Inga underarter finns listade i Catalogue of Life.